# 秋山文太郎
秋山 文太郎（あきやま ふみたろう、1864年8月16日（元治元年7月15日）- 1934年（昭和9年）10月30日）は、日本の政治家。第4代八王子市長、牛込区長、八王子市議（2期）。俳号は佳森（かしん）。

## 略歴
1864年（元治元年）7月15日、農家の長男として多摩郡上川口村(南多摩郡川口村を経て、現在の八王子市)で生まれる。
1882年（明治15年）、五日市勧能学校勤務。自由民権運動に関わり始める。
1884年（明治17年）、自由党に入党。森久保作蔵の側近となる。1897年（明治30年）7月19日、八王子町助役となるものの失火の責任を取る。1899年（明治32年）8月19日に辞任。森久保作蔵により浅草区役所戸籍課長に就く。
1912年（明治45年）、牛込区長に就任する。1921年（大正10年）7月19日、八王子市議会議員選挙に立候補し、当選。政友会系の清話会に属した。11月12日副議長に選出される。1925年（大正14年）、再選により、議長に選出される。1927年（昭和2年）、議会の混乱の責任を取り辞任する。
1929年（昭和4年）、再び議長に選出される。同年5月に武藤文吾が市長を退任し、同年7月8日に後任として秋山が就任する。しかし普通選挙法施行後に行われた市議会議員選挙で政友会が敗北。同年11月4日敗北の責任を取り辞任した。